# Espectáculo de medio tiempo del Super Bowl LIII
El espectáculo de medio tiempo del Super Bowl LIII se llevó a cabo el 3 de febrero de 2019 en el Mercedes-Benz Stadium, ubicado en la ciudad de  Atlanta, Georgia, como parte de la 53.ª edición del Super Bowl. La banda estadounidense Maroon 5 fue la encarga de encabezar la actuación, con los raperos Travis Scott y Big Boi como invitados especiales. En respuesta a una petición en línea, durante la actuación fue mostrado un breve vídeo del episodio Band Geeks de la serie animada Bob Esponja como tributo a su creador, Stephen Hillenburg, quien había fallecido dos meses antes de la actuación.
El espectáculo estuvo lleno de polémicas debido a que varios músicos rechazaron la oferta de presentarse en apoyo a Colin Kaepernick, quien había acusado a la NFL de conspirar contra él por manifestarse en contra de la brutalidad policial en los Estados Unidos. Por ello, Maroon 5, Travis Scott y Big Boy fueron ampliamente criticados por los admiradores y los medios por haber aceptado la invitación. En respuesta a las críticas, Maroon 5 y Scott aseguraron que solo cantarían si la NFL realizaba una donación de medio millón de dólares a las fundaciones Dream Corps y Big Brothers Big Sisters of America.
El espectáculo fue ampliamente criticado por los medios, que lo consideraron «aburrido» y «decepcionante», además de destacar que la elección de Maroon 5 fue solo para evadir la controversia. Asimismo, la actuación solo atrajo 98.2 millones de televidentes en los Estados Unidos, siendo el espectáculo de medio tiempo menos visto de la década.

## Antecedentes y anuncio

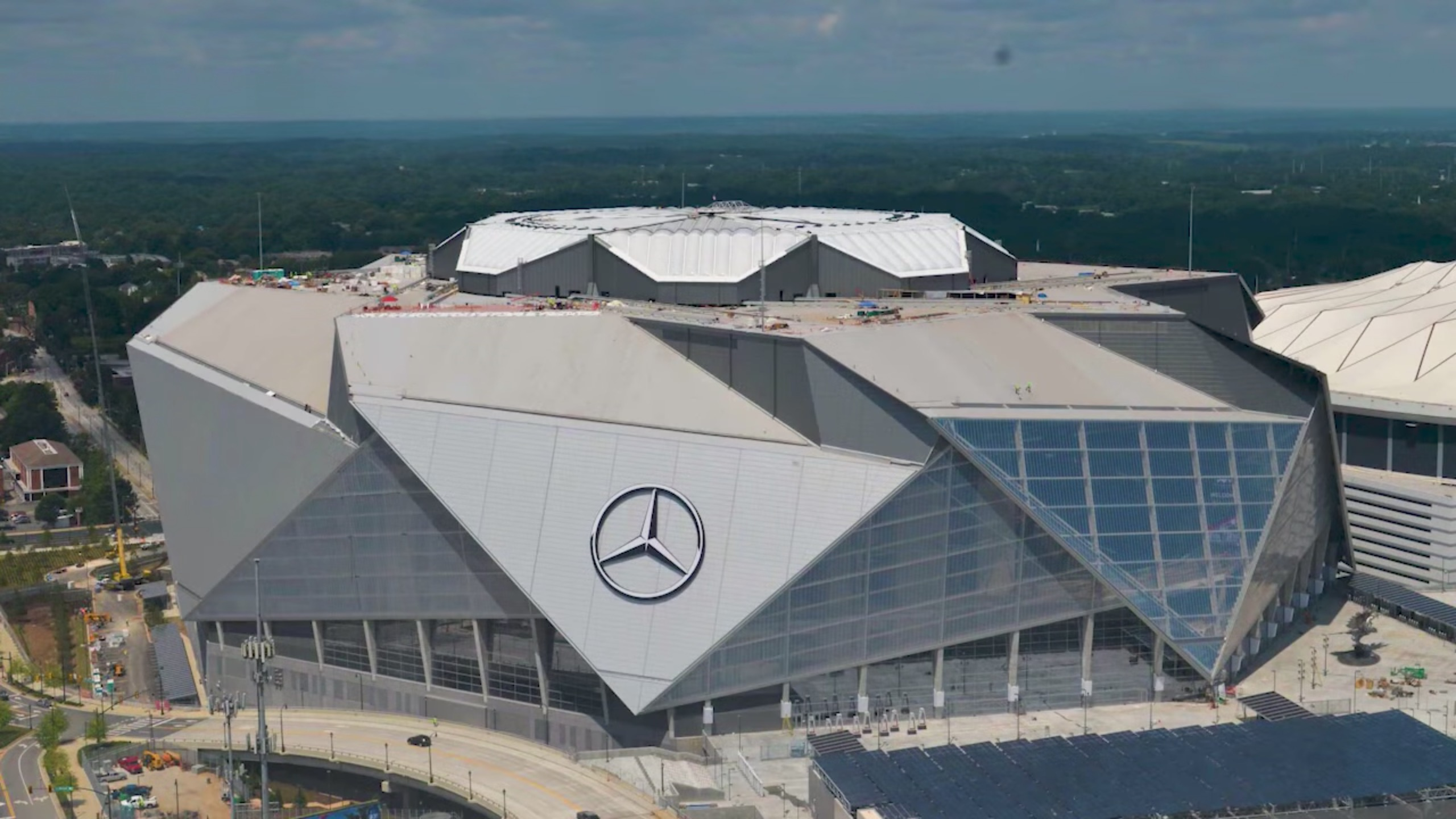
El Mercedes-Benz Stadium, lugar donde se llevó a cabo la actuación.

A principios de septiembre de 2018, numerosos medios reportaron que Maroon 5 habían sido elegidos para encabezar el espectáculo de medio tiempo del Super Bowl LIII, programado para llevarse a cabo el 3 de enero de 2019, aunque la NFL no dio un anuncio oficial. Al mes siguiente, algunos medios también reportaron que P!nk y Rihanna habían rechazado la oferta para encabezar el espectáculo en apoyo a Colin Kaepernick, quien había acusado a la NFL de conspirar contra él por manifestarse contra la brutalidad policial. En diciembre, la revista Billboard informó que el rapero Travis Scott haría una aparición en el evento.
El 13 de enero de 2019, la NFL confirmó que, en efecto, sería Maroon 5 quienes encabezarían la actuación, con Travis Scott y Big Boi como invitados especiales. Al respecto, Adam Levine dijo que quería que la actuación trajera los aspectos más simples de los espectáculos de medio tiempo anteriores, enfocándose mayormente en las canciones. Por otro lado, tras la muerte de Stephen Hillenburg, creador de Bob Esponja, se inició una petición en línea pidiendo que Maroon 5 cantara el tema «Sweet Victory» de David Glen Eisley, el cual aparece en el episodio Band Geeks, donde una banda liderada por Calamardo Tentáculos se presenta en el medio tiempo del Bubble Bow para interpretar dicha canción. A finales del mes de diciembre de 2018, la petición ya tenía más de un millón de firmas. Durante la actuación, fue mostrado un fragmento de dicho episodio para introducir a Travis Scott.

## Recepción

### Comentarios de la crítica
El espectáculo fue ampliamente criticado por la prensa y los expertos. El escritor Dominic Patten de Deadline Hollywood describió el espectáculo como «terrible» y «carente de emoción». Lyndsey Parker de Yahoo! lo llamó el «espectáculo de medio tiempo más decepcionante e instantáneamente olvidable de toda la historia». Alex Suskind de Entertainment Weekly dijo que fue «aburrido». Clémence Michallon de The Independent le otorgó dos estrellas de cinco y dijo que «falló en impresionar».
Jon Caramanica de The New York Times expresó que fue «una presentación plana, torpe y descuidada hecha por una banda que perdió toda su autoridad moral si es que tenían». Rhian Daly de NME dijo que «no tuvo sorpresas o emoción» y fue «trillada». Daly también criticó la elección de Maroon 5 por querer evadir la controversia. Jake Nevins de The Guardian también le dio dos estrellas de cinco y criticó la falta de momentos memorables. Maeve McDermott de USA Today sintió que la actuación fue «segura» y «carente de cualquier sorpresa o algo que añadiera más dolores de cabeza a la NFL».

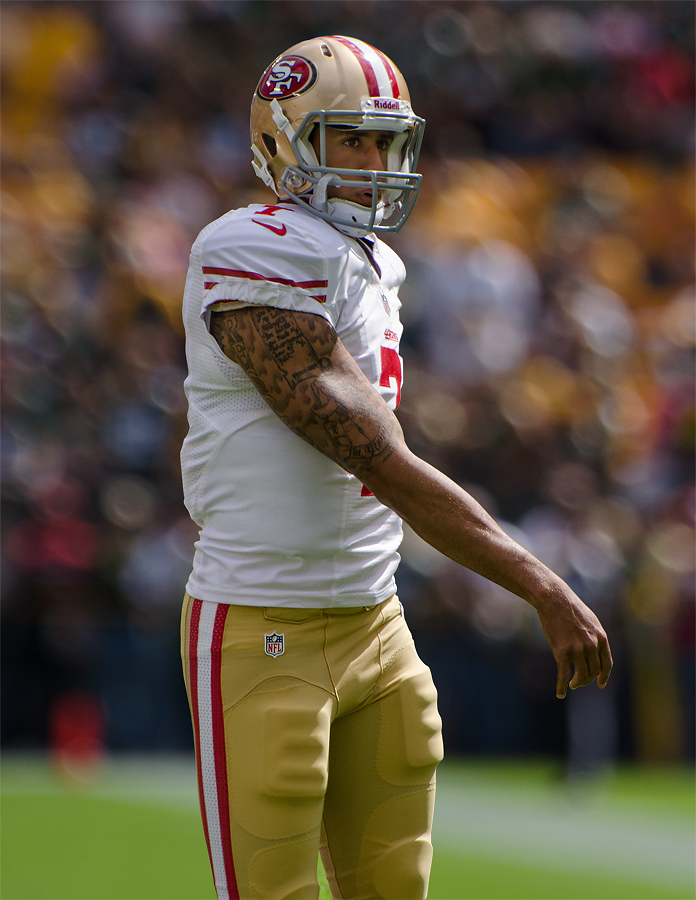
Maroon 5, Travis Scott y Big Boi fueron criticados por la prensa por haber aceptado la oferta de presentarse en medio de la controversia de la NFL con el jugador Colin Kaepernick.

La breve inclusión de Bob Esponja en la actuación fue destacada por varios medios como el único buen momento del espectáculo. Sin embargo, varios seguidores expresaron estar decepcionados porque no se incluyó la canción «Sweet Victory» tal como se solicitó en la petición en línea. Por otra parte, la Comisión Federal de Comunicaciones recibió 55 quejas sobre el espectáculo debido a la toma en donde Adam Levine se remueve la camisa y dejó ver sus pezones.

### Controversia
Maroon 5, Travis Scott y Big Boi fueron ampliamente criticados por haber aceptado la invitación a actuar en el espectáculo de medio tiempo, debido a una supuesta conspiración de la NFL contra Colin Kaepernick por manifestarse contra la brutalidad policial. Según varios medios, músicos como P!nk, Cardi B, Adele, Jay-Z y Rihanna habían rechazado la oferta en apoyo a Kaepernick. Tras el anuncio de que Maroon 5 encabezaría la actuación, fue iniciada una petición en línea solicitando que se cancelara el espectáculo, y la misma recogió casi un millón de firmas.
En una entrevista, el abogado de Kaepernick, Mark Geragos, también criticó la decisión de Maroon 5 de acceder a actuar, tachándolos de «salvavidas» para la NFL. Una semana antes del juego, la NFL canceló la conferencia de prensa del medio tiempo, alegando que Maroon 5 quería enfocarse en las preparaciones del espectáculo, pero la prensa expresó que la decisión fue hecha para evadir que la banda hiciera cualquier comentario sobre la controversia. En una entrevista con Entertainment Tonight, Adam Levine dijo sobre la decisión de aceptar la actuación: «Silencié todo y me escuché a mí mismo para tomar la decisión basado en cómo me sentía. No estoy ejerciendo la profesión correcta si no puedo lidiar con un poco de controversia. Así son las cosas. Nos lo esperábamos. Nos gustaría superarlo y hablar a través de la música».
En respuesta a la controversia, Travis Scott aceptó participar en el medio tiempo bajo la condición de que la NFL realizara una donación de medio millón de dólares a la asociación Dream Corps. Tras ello, Maroon 5 también aseguró que actuarían solo si la NFL donaba la misma cantidad a Big Brothers Big Sisters of America.

## Impacto
Tras la actuación, el catálogo de Maroon 5 tuvo un aumento en ventas del 488% en comparación al día anterior al evento; las ventas fueron de 4000 a 24 mil en un día. Asimismo, el tema «Sicko Mode» de Travis Scott vendió 3000 copias, que fue un aumento del 80%.

## Listado de canciones
1. «Harder to Breathe» (interpretada por Maroon 5)
2. «This Love» (interpretada por Maroon 5)
3. Breve clip del episodio Band Geeks de Bob Esponja
4. «Sicko Mode» (interpretada por Travis Scott)
5. «Girls Like You» (interpretada por Maroon 5)
6. «She Will Be Loved» (interpretada por Maroon 5)
7. «Kryptonite (I'm on It)» (interpretada por Big Boi)
8. «The Way You Move» (interpretada por Big Boi)
9. «Sugar» (interpretada por Maroon 5)
10. «Moves like Jagger» (interpretada por Maroon 5)

Fuente: Sports Illustrated, CBS Sports y Yahoo! News.